# Muyinga
Muyinga es una ciudad del norte de Burundi. Es la capital de la provincia de Muyinga y la tercera ciudad más poblada del país.